# Incidente de OVNI em Washington de 1952
O Incidente de OVNI em Washington de 1952 foi uma série de relatórios de avistamento de OVNIs entre os dias 12 de julho a 29 de julho de 1952, em Washington, D.C. Os avistamentos mais divulgados ocorreram em finais de semana, entre 19 de julho e 20 de julho e 26 de julho a 27 de julho. O historiador e ufólogo Curtis Peebles chamou o incidente de "o clímax ufológico de 1952". "Nunca antes nem depois o Projeto Blue Book recebeu tantos relatos de OVNIs", completou Peebles. Testemunhas alegaram ter vistos objetos desconhecidos em radares, enquanto outros alegaram terem vistos luzes no céu. O governo dos Estados Unidos argumentou que, na verdade, os objetos seriam causados por uma inversão de temperatura ou fenômenos naturais, enquanto a maioria das testemunhas discordaram da explicação dada pelo governo.

## Eventos do primeiro fim de semana
Às 11:40 da noite do sábado, 19 de julho de 1952, Edward Nugent, um controlador de tráfego aéreo no aeroporto nacional de Washington (hoje Aeroporto Nacional Ronald Reagan de Washington), avistou sete objetos em seu radar. Os objetos foram localizados a 24 km do sudoeste da cidade; Nenhuma aeronave conhecida estava na área e os objetos não estavam seguindo nenhum caminho de voo estabelecido. O superior de Nugent, Harry Barnes, um controlador de tráfego aéreo experiente no aeroporto, que observou os objetos no radar de Nugent, disse em um livro:
Sabíamos que estávamos presenciando uma situação muito estranha... os movimentos dos objetos eram completamente radicais comparados com os de aeronaves comuns.
Barnes tinha dois dispositivos para verificar se o radar de Nugent estava funcionando; Eles descobriram que ele estava funcionando normalmente. Barnes então chamou a torre de controle de radares do aeroporto nacional; os controladores de lá, Howard Cocklin e Joe Zacko, disseram que eles também tinham objetos não identificados em sua tela de radar, e que eles tinham visto "uma luz brilhante pairando no céu...  a luz decolou, ampliando a sua velocidade incrível". Cocklin disse a Zacko "você viu aquilo? Que diabos foi isso?".
Neste ponto, outros objetos apareceram em todos os setores do escopo do radar; quando passaram sobre a Casa Branca e o Capitólio dos Estados Unidos, Barnes chamou a base da força aérea Andrews, localizada a 16 km do Aeroporto Nacional. Embora a base da força aérea Andrews informasse que eles não tinham objetos incomuns em seu radar, um aviador logo chamou a torre de controle da base para relatar o avistamento de um objeto estranho. O aviador William Brady, que estava na torre, disse que viu "um objeto que parecia ser como uma bola de fogo laranja, com uma cauda". "Era diferente de tudo que eu já tinha visto antes", completou Brady. Enquanto Brady tentava alertar o resto do pessoal da torre, o estranho objeto "decolou a uma velocidade inacreditável". Em uma das pistas do Aeroporto Nacional, S.C. Pierman, um piloto da Capital Airlines, estava esperando na cabine de sua DC-4 para permissão para decolagem. Depois de detectar o que ele acreditava ser um meteoro, foi-lhe dito que o radar da torre de controle tinha detectado objetos desconhecidos se aproximando de sua posição. O Piloto observou seis objetos — "brancos, descolados e rápidos" — durante um período de 14 minutos. O piloto estava em contato por rádio com Barnes durante seu avistamento, e Barnes mais tarde disse que "cada avistamento coincidiu com os objetos que podíamos ver perto de seu avião. Quando ele informou que a luz listrada estava em alta velocidade, ela desapareceu do nosso escopo", concluiu Barnes.
Na base da força aérea Andrews, enquanto isso, o pessoal da torre de controle estava rastreando no radar o que alguns pensavam ser objetos desconhecidos, mas outros suspeitavam, e em um dos casos eram capazes de provar, que eram simplesmente estrelas ou meteoros. No entanto, o sargento Charles Davenport observou uma luz laranja vermelha ao sul; a luz "parecia estar imóvel, em seguida, fez uma mudança brusca de direção e altitude... isso aconteceu várias vezes", concluiu Davenport. Em um ponto ambos os centros de radar no aeroporto nacional e o radar na base da força aérea Andrews estavam rastreando um objeto pairando sobre um farol de rádio. O objeto desapareceu em todos os três centros de radar ao mesmo tempo. Ás 3 da manhã, pouco antes de dois jatos de caça F-94 Starfire chegarem a Washington, todos os objetos desapareceram do radar no aeroporto nacional. No entanto, quando os jatos ficaram com pouco combustível e saíram, os objetos voltaram, o que convenceu Barnes de que "os OVNIs estavam monitorando o tráfego de rádio e se comportando adequadamente". Os objetos foram detectados pela última vez por radares às 5:30 da manhã.

## Publicidade e reação da força aérea
Os avistamentos de 19 a 20 de julho de 1952, tiveram manchetes de primeira página em jornais de todo o país. Um exemplo foi a manchete da Cedar Rapids Gazette, de Iowa, com a manchete "exame de discos voadores em Washington" em grande letra preta. Por coincidência, o Capitão Edward J. Ruppelt, o supervisor da força aérea do Projeto Blue Book, uma investigação sobre avistamentos de OVNIs, estava em Washington na época. No entanto, ele não tinha conhecimento sobre os avistamentos até segunda-feira, 21 de julho, quando leu as manchetes em um jornal da área de Washington. Depois de falar com os oficiais de inteligência do Pentágono sobre os avistamentos, Ruppelt passou várias horas tentando obter um staff car para que ele pudesse viajar em torno de Washington para investigar os avistamentos, mas foi recusado de usar, já que apenas generais e coronéis experientes poderiam usar carros deste tipo. Foi-lhe dito que ele poderia alugar um táxi com seu próprio dinheiro. Com a recusa do staff car, Ruppelt ficou frustrado e deixou Washington, voltando de volta para a sede do Projeto Blue Book em Wright-Patterson, Ohio. Antes de sair de Washington, Ruppelt falou com um especialista em radar da força aérea, o Capitão Roy James, que acreditava que condições meteorológicas incomuns poderiam ter causado os alvos de radar desconhecidos.

## Eventos do segundo fim de semana
Às 8:15 horas de sábado, 26 de julho de 1952, um piloto e uma aeromoça em um voo da National Airlines em Washington observaram algumas luzes estranhas acima do avião. Em poucos minutos, ambos os centros de radar do aeroporto nacional, e o radar da base da força aérea Andrews, estavam rastreando objetos desconhecidos. Um dos funcionários da base de Andrews observou visualmente os objetos; anos depois disse que "estas luzes não tinham as características de estrelas cadentes. Não havia uma marca de passagem... elas viajaram mais rápido do que qualquer estrela cadente que eu já vi."
Enquanto isso, Albert M. Chop, o porta-voz de imprensa do Projeto Blue Book, chegou ao aeroporto nacional e, devido a preocupações de segurança, negou vários pedidos de repórteres para fotografar as telas dos radares. Ele então se juntou ao pessoal do centro de radares. Por volta desse horário (9:30 da noite) o centro de radares estava captando objetos desconhecidos em todos os setores. Às vezes os objetos viajavam lentamente; em outras vezes eles alcançavam velocidades calculadas de até 11.000 quilômetros. Ás 11:30 da noite, dois aviões F-94 starfire da força aérea dos EUA da base aérea de New Castle em Delaware chegaram a Washington. O Capitão John McHugo, o líder de voo, foi ordenado a ir para o objeto que estava no radar mas não viu nada, apesar de tentativas repetidas de ver algo. No entanto, o seu co-piloto, o Tenente William Patterson, viu quatro "luzes" brancas e perseguiu-as. Ele disse: "eu tentei fazer contato com os inimigos, eu estava na minha velocidade máxima... Eu parei de persegui-los porque eu não vi nenhuma chance de alcança-los". De acordo com Albert Chop, quando o controle de terra perguntou a Patterson "se ele viu alguma coisa", Patterson respondeu que os objetos estavam a seu redor e perguntou o que fazer, mas não obteve resposta, porque não sabiam o que dizer a ele.
Depois da meia-noite de 27 de julho, o Major Dewey Fournet, o coordenador do Projeto Blue Book no Pentágono, e o Tenente John Holcomb, um especialista em radar da Marinha dos Estados Unidos, chegaram ao centro de radar do aeroporto nacional. Durante a noite, o Tenente Holcomb recebeu uma chamada da estação nacional de meteorologia de Washington. Os meteorologistas disseram que uma pequena inversão de temperatura estava presente sobre a cidade, mas Holcomb não achava que isso explicaria os objetos capturados pelos radares. Mais dois F-94s da base da força aérea de New Castle foram verificar os supostos objetos durante a noite. O primeiro piloto não viu nada de anormal; o outro piloto viu uma luz branca que "desapareceu" quando ele se moveu em direção a ela. Além disso, aviões civis voando em Washington relataram ter visto estranhos objetos brilhantes em lugares onde o radar estava apontando os objetos. Como em 20 de julho, os avistamentos e avisos nos radares terminaram ao nascer do sol.

## Preocupação da Casa Branca e interesse da CIA
Os avistamentos de 26 de Julho e de 27 de julho também tiveram manchetes de primeira página, o que levou o Presidente dos Estados Unidos, Harry S. Truman, a chamar Ruppelt e pedir uma explicação dos avistamentos e objetos nos radares desconhecidos. Ruppelt, lembrando a conversa que teve com o Capitão James, que disse a Ruppelt que os avistamentos poderiam ter sido causados por uma inversão de temperatura, geralmente esse fenômeno ocorre quando o solo esfria muito rápido a noite favorecendo o efeito estufa. Esta condição pode causar falsos objetos nos radares. No entanto, Ruppelt ainda não tinha entrevistado nenhuma das testemunhas nem tinha conduzido uma investigação formal.
O historiador da CIA, Gerald Haines, em seu livro de 1997 sobre a história da CIA com OVNIs, também menciona a preocupação de Truman. "Havia um acúmulo maciço de avistamentos ufológicos sobre os Estados Unidos em 1952, especialmente em julho, alarmado a Truman. Em 19 e 20 de julho, escopos de radar no aeroporto nacional de Washington e na base da força aérea Andrews rastrearam objetos misteriosos. Em 27 de julho, os objetos reapareceram." A CIA reagiria à onda de avistamentos de OVNIs em 1952 formando um grupo de estudo especial dentro do escritório de inteligência científica e do escritório de inteligência atual para rever a situação. Edward Tauss relatou para o grupo que a maioria dos avistamentos de OVNIs poderiam ser facilmente explicados. No entanto, ele recomendou que a agência continuasse a monitorar o problema. A preocupação da CIA com a questão levaria à criação, em janeiro de 1953, do Painel Roberston.

## Explicação da força aérea
Para acalmar a ansiedade pública sobre a onda de avistamentos de OVNIs, responder às perguntas da mídia sobre os avistamentos e, esperançosamente, para abrandar os números de relatórios sobre OVNIs sendo enviados para o Projeto Blue Book, os generais John Samford, diretor de inteligência da CIA, e Roger Ramey, diretor de operações da agência, realizaram uma conferência de imprensa no Pentágono em 29 de julho de 1952.. A conferência foi a maior conferência de imprensa do Pentágono desde a Segunda Guerra Mundial. A imprensa chamou Samford e Ramey, de os dois melhores especialistas em OVNIs da força aérea.
Samford foi fortemente influenciado pelo Capitão Roy James, que havia discutido os avistamentos com ele no início do dia e que também falou na conferência. Samford declarou que os avistamentos visuais em Washington poderiam ser explicados como fenômenos aéreos não identificados (como estrelas ou meteoros). Samford também afirmou que os alvos de radar desconhecidos poderiam ser explicados pela inversão de temperatura, que estava presente no ar sobre Washington em ambas as noites em que os objetos no radar foram relatados. Além disso, Samford afirmou que os objetos não eram objetos materiais sólidos, e, portanto, não representavam nenhuma ameaça à segurança nacional. Em resposta a uma questão de se a força aérea tinha registrado contatos de OVNIs antes do incidente de Washington, Samford disse que tinha havido "centenas" de tais contatos, mas afirmou que eles eram todos falsos. A conferência provou ser bem sucedida, acalmando a população.

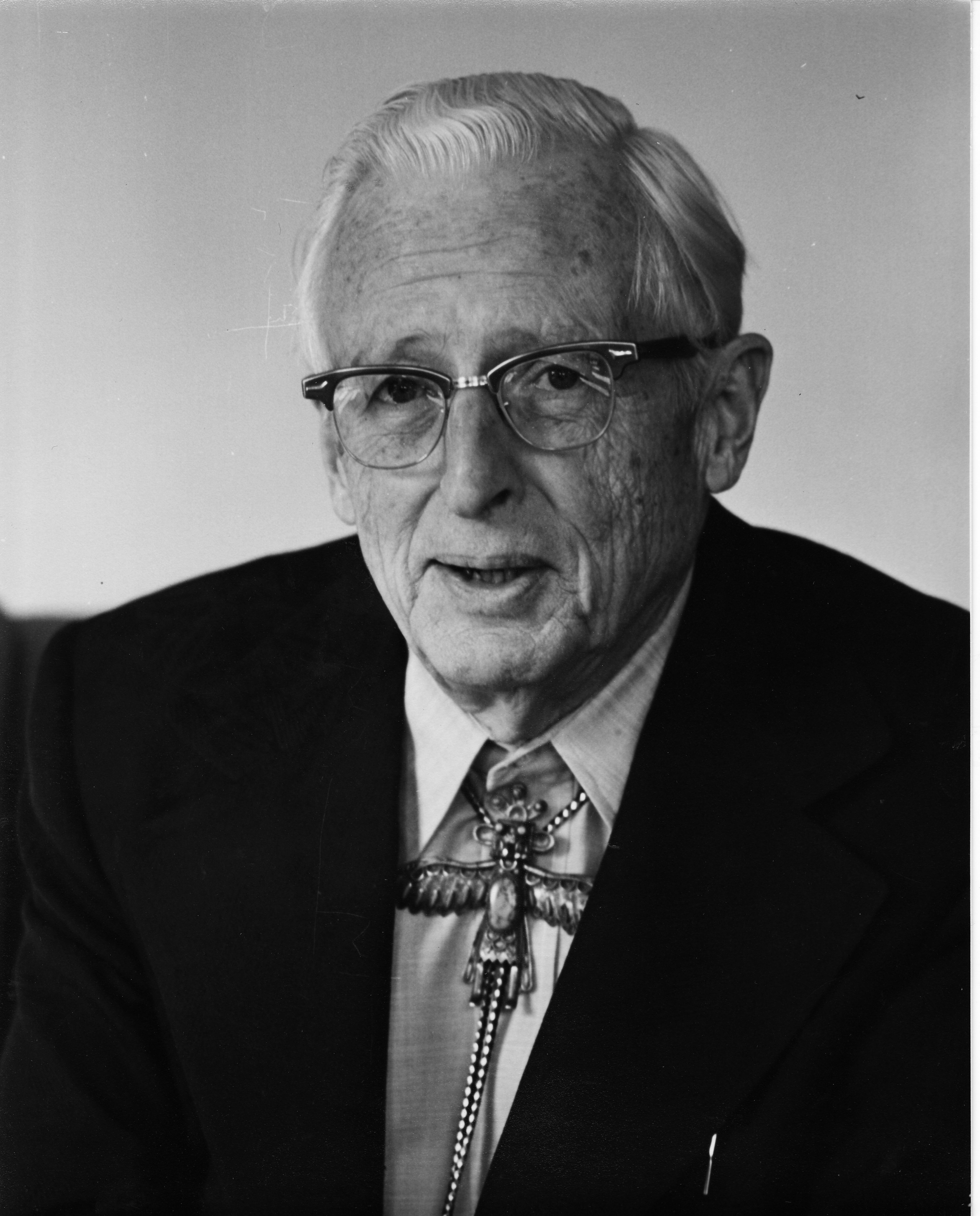
Donald Menzel.

Entre as testemunhas que apoiaram a explicação de Samford estava a tripulação de um bombardeiro B-25, que havia sobrevoado Washington durante os avistamentos de 26 e 27 de julho. O bombardeiro foi avisado várias vezes pelo Aeroporto Nacional sobre alvos desconhecidos no escopo dos radares do aeroporto, mas a tripulação não podia ver nada incomum. Finalmente um dos tripulantes disse: "o radar tinha um alvo que acabou por ser um avião civil que estava a viagem para uma outra cidade". O capitão da força aérea, Harold May estava no centro de radares em Andrews durante os avistamentos de 19 e 20 de julho. Ao ouvir que o radar do Aeroporto Nacional tinha pego um objeto desconhecido que se dirigia a sua direção, ele colocou a sua cabeça fora e viu "uma luz que estava mudando de vermelho para laranja para verde e para vermelho novamente.. várias vezes ele desaparecia de repente e aparecia sem perder altitude." No entanto, May eventualmente concluiu que ele estava simplesmente vendo uma estrela que foi distorcida pela atmosfera, e que o seu "movimento" era uma ilusão. Ás 3 da manhã de 27 de julho, em um voo da Eastern Airlines sobre Washington foi dito que um objeto desconhecido estava perto do avião; a tripulação do avião não podia ver nada incomum.  Quando lhes foi dito que o objeto tinha se movido diretamente atrás de seu avião, os pilotos começaram a fazer uma curva afiada para tentar ver o objeto, mas foram informados pelo centro de radar do Aeroporto Nacional que o objeto tinha "desaparecido" quando eles começaram a fazer a manobra.
A pedido da força aérea, o centro técnico de desenvolvimento e avaliação da CAA fez uma análise dos avistamentos nos radares. A conclusão final era de que "os objetos foram causados por inversões na temperatura". O Projeto Blue Book acabaria por rotular os objetos nos radares como imagens falsas causadas pela inversão de temperatura, e os avistamentos visuais como meteoros, estrelas e luzes da cidade. Em anos posteriores, dois céticos ufológicos, Dr. Donald Menzel, um astrônomo da Universidade de Harvard, e Philip Klass, um editor de uma revista sobre aviação, também argumentaram em favor da inversão de temperatura/hipótese de miragem. Em 2002 Klass disse a um repórter que "a tecnologia de radares em 1952 não era sofisticada o suficiente para filtrar muitos objetos comuns, como bandos de pássaros, balões meteorológicos, ou inversões de temperatura". O repórter acrescentou que "ufólogos argumentam que mesmo assim os controladores eram experientes e poderiam diferenciar entre alvos falsos e objetos sólidos e metálicos." Klass discorda, dizendo que os controladores eram cegos de não ver que aquilo não se tratava apenas de algo comum e que a tecnologia de filtragem só veio a ser acrescentada nos radares na década de 70.

## Criticas à explicação da força aérea
Quase desde o momento da conferência de imprensa do General Samford, testemunhas oculares, ufólogos, e o pessoal da força aérea criticaram a explicação da inversão de temperatura. Ruppelt notou que o Major Fournet e o Tenente Holcomb, que discordavam da explicação da força aérea, não estavam presentes na conferência de imprensa de Samford. Ruppelt disse que "dificilmente uma noite em junho, julho e agosto de 1952 não havia uma inversão de temperatura em Washington, mas os alvos de radar apareceram em poucas noites."
De acordo com o jornal INS, a Agência Meteorológica dos Estados Unidos também discordou com a hipótese de inversão de temperatura, afirmando que "tal inversão ordinariamente apareceria em uma tela de radar como uma linha constante, ao invés de objetos únicos como foram avistados no escopo de radar do aeroporto". Além disso, de acordo com Ruppelt, quando ele foi capaz de entrevistar o pessoal da torre no aeroporto nacional de Washington, não havia uma única pessoa que concordava com a explicação da força aérea. Michael Wertheimer, um pesquisador do relatório Condon, um projeto financiado pelo governo, investigou o caso em 1966. Ele descobriu que as testemunhas ainda discordavam da explicação da força aérea de inversão de temperatura. Ruppelt descobriu que em 27 de julho a torre de controle em Washington tinha comunicado a torre de controle em Andrews que seu radar tinha detectado um objeto desconhecido ao sul da torre de controle de Andrews. De acordo com Ruppelt, quando o pessoal da torre de controle de Andrews olhou todos eles viram "uma esfera ardente alaranjada enorme" pairando sobre a torre. Quando Ruppelt entrevistou o pessoal da torre vários dias depois, eles insistiram que tinham sido enganados e tinham meramente visto uma estrela brilhante. No entanto, quando Ruppelt verificou um gráfico astronômico, ele descobriu que não havia estrelas brilhantes sobre a estação naquela noite, e que o pessoal da torre tinha sido persuadido por oficiais superiores para afirmarem que o seu avistamento era meramente um estrela.
Houve também testemunhas que afirmaram ver uma nave totalmente estruturada e não apenas um "brilho" ou luzes brilhantes. Em 19 de Julho, um oficial de artilharia do exército, Joseph Gigandet, estava sentado na varanda da frente de sua casa em Alexandria, Virgínia. Quando ás 9:30 da noite ele alegou ter visto "um objeto em forma de charuto vermelho", que navegou lentamente sobre sua casa. Gigandet estimou o tamanho do objeto como comparável a um avião DC-7 a aproximadamente 10.000 pés de altitude; Ele também alegou que o objeto tinha uma "série de luzes" em seus lados. O objeto eventualmente voou de volta sobre sua casa em uma segunda vez. Quando o objeto voou para longe uma segunda vez, ele ficou com uma cor vermelha mais profunda e partiu para a cidade de Washington em si; Isso ocorreu menos de duas horas antes de Edward Nugent ter avistado os objetos desconhecidos em seu radar no Aeroporto em Washington. Dr. James e. McDonald, um físico da Universidade do Arizona e um proeminente ufólogo da década de 1960, fez sua própria análise dos avistamentos de Washington, incluindo falar com quatro pilotos e cinco pessoas que estavam envolvidos com o incidente.
McDonald discutiu as suas conclusões perante a Comissão da ciência e Astronáutica da Câmara dos deputados dos Estados Unidos. Ele disse ao Comitê que a teoria da inversão de temperatura usada para explicar os objetos desconhecidos nos radares era "bastante insustentável" e que, na sua opinião, o incidente de 1952 em Washington foi "um exemplo de objetos aéreos não identificados sobre nossa capital". Howard Cocklin, que foi entrevistado por McDonald sobre o incidente, disse a um repórter do Washington Post em 2002 que ele ainda estava convencido de que viu um objeto sobre o aeroporto nacional. "Eu vi na tela do radar e depois avistei no céu... era um objeto esbranquiçado azul", completou Cocklin.

## Painel Robertson
Naquele ano, o número extremamente elevado de relatos sobre OVNIs estava perturbando a força aérea (USAF) e a Agência Central de Inteligência (CIA) pois ambos os grupos sentiram que uma nação inimiga poderia deliberadamente inundar os Estados Unidos com relatórios falsos de OVNIs, causando pânico e histeria em massa e permitindo-lhes lançar um ataque furtivo. Em 24 de setembro de 1952, o escritório de inteligência científica da CIA enviou um memorando para Walter B. Smith, diretor da agência naquela época. O memorando afirmava que a "situação dos disco voadores... tem implicações na segurança nacional... a preocupação pública com os fenômenos... é uma potencial chance de histeria e pânico em massa".
O resultado deste memorando foi a criação do Painel Robertson em janeiro de 1953. O físico Dr. Howard P. Robertson foi responsável por presidir o painel, que consistia de cientistas que passaram quatro dias examinando os "melhores" casos de OVNIs coletados pelo Projeto Blue Book. O painel desmentiu quase todos os casos, examinando-os como não representando nada fora do comum ou não ameaçando a segurança nacional. O painel também recomendou que a força aérea e o Projeto Blue Book devessem tomar medidas para "retirar os objetos voadores não identificados do status especial que lhes foi dado e retirar a aura de mistério que infelizmente adquiriram". Seguindo a recomendação do painel, o Projeto Blue Book raramente divulgou qualquer caso ufológico que não tivesse rotulado como "resolvido"; casos não resolvidos raramente foram mencionados pela força aérea.

## Fonte da tradução
- Este artigo foi inicialmente traduzido, total ou parcialmente, do artigo da Wikipédia em inglês cujo título é «1952 Washington, D.C. UFO incident».